# Cerf-volant
Pour les articles homonymes, voir Cerf-volant (homonymie) et Le Cerf-volant.
Pour l’article ayant un titre homophone, voir Cerveau lent.
Ne doit pas être confondu avec les Rennes volants du père Noël

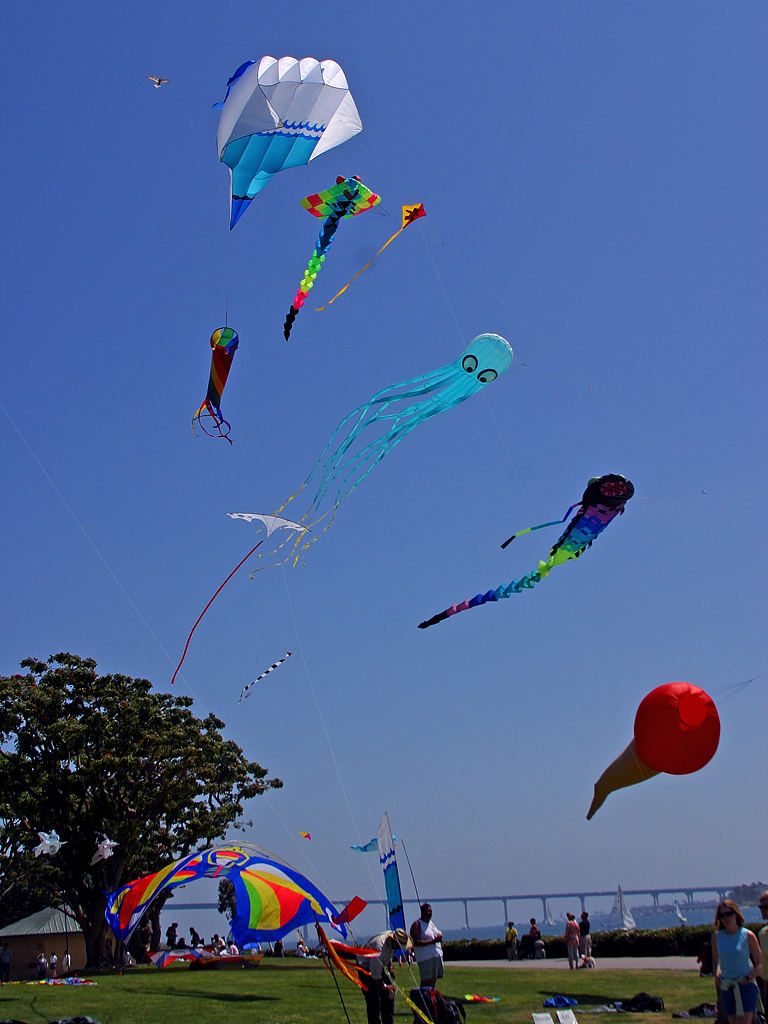
Cerfs-volants gonflables, sans armature.

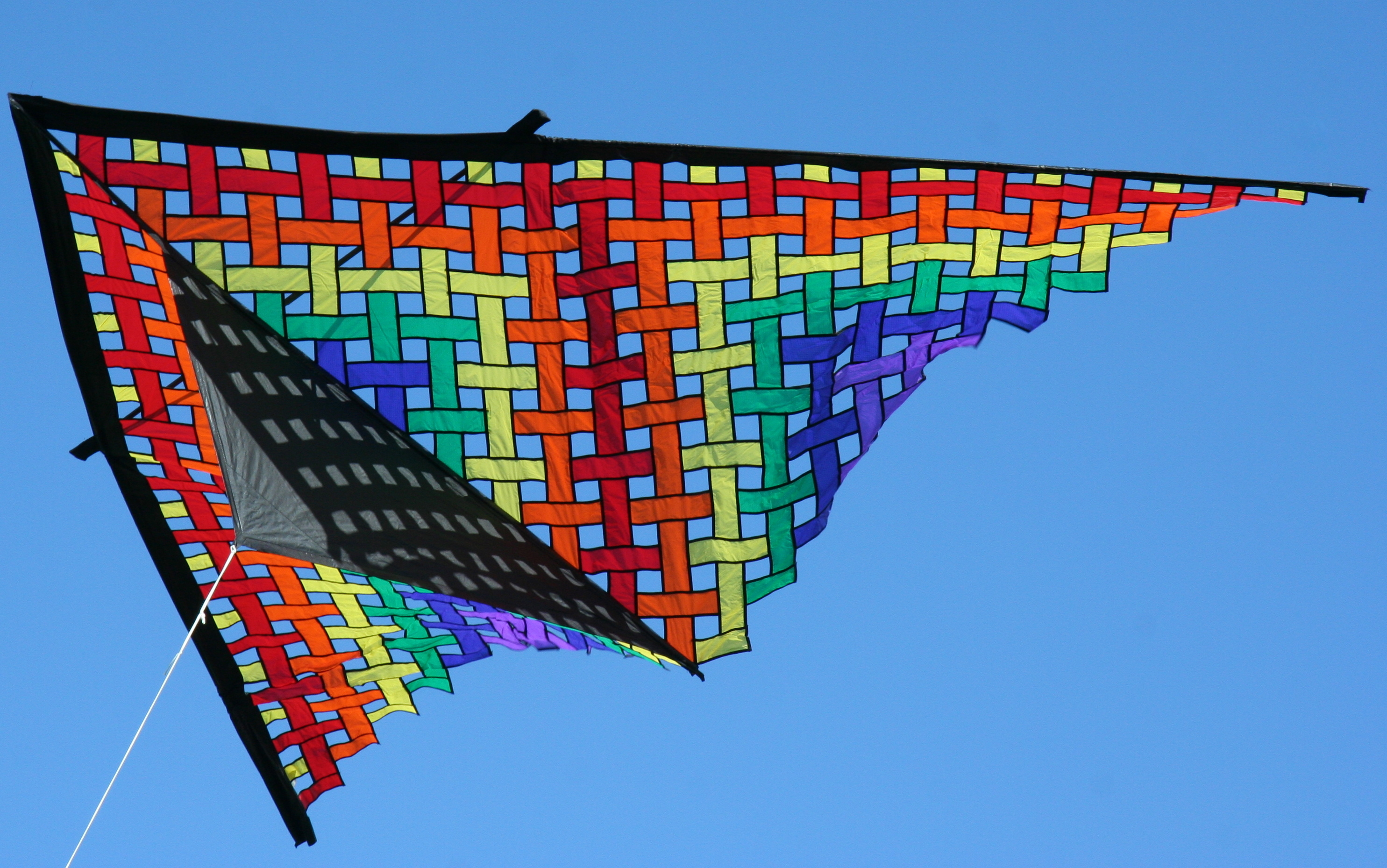
Cerf-volant triangulaire.

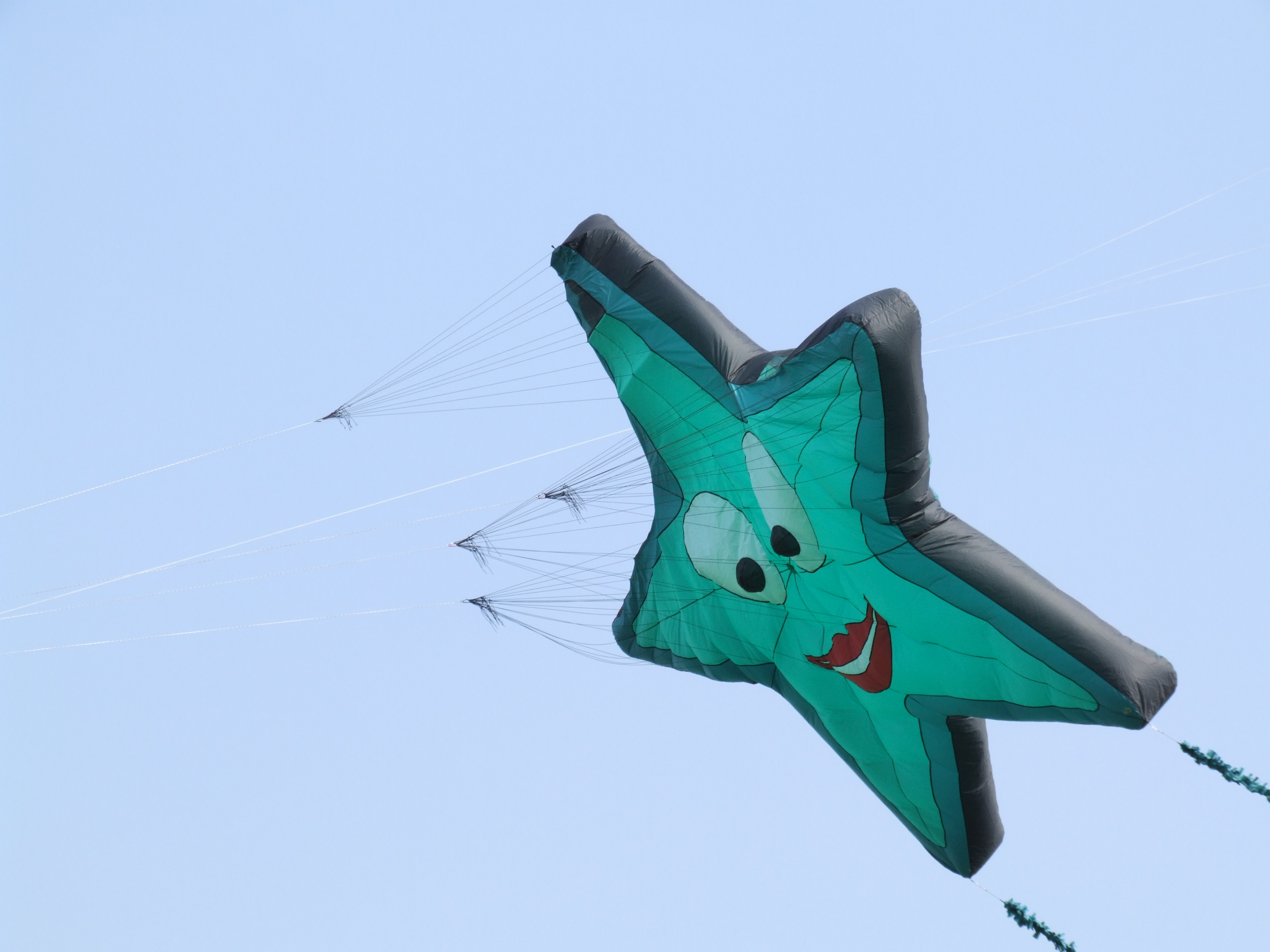
Cerf-volant en forme d'étoile, à Hockenheim en Allemagne.

Un cerf-volant est un aérodyne assez léger pour être mu par les forces aérodynamiques, lancé et manœuvré depuis le sol à l'aide d'un ou plusieurs fils. Sa structure la plus commune se compose d'une pièce de toile ou de papier plus ou moins tendue sur une armature.

## Étymologie

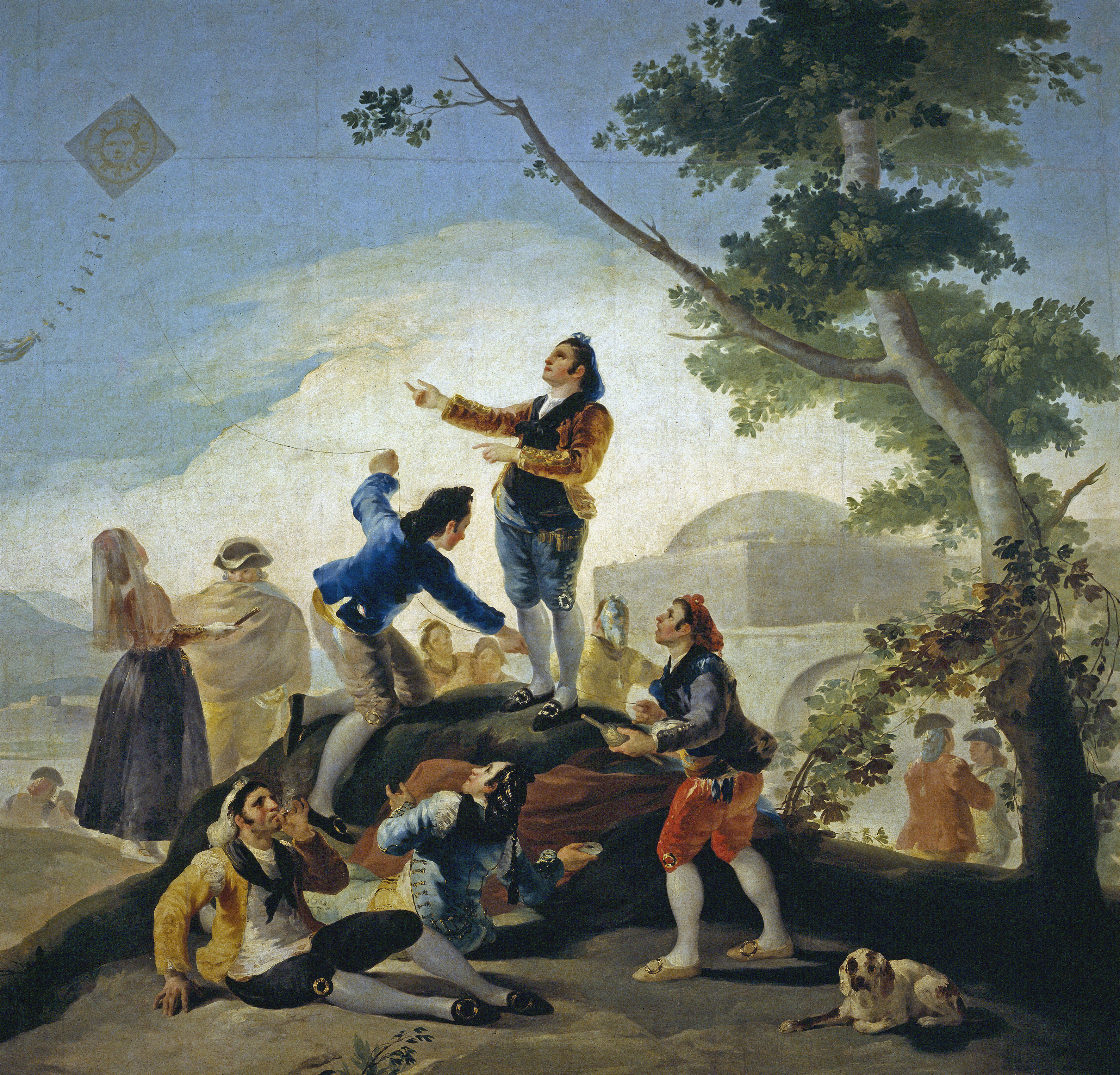
Le Cerf-volant (Francisco de Goya, 1778, musée du Prado)

Le mot « cerf-volant » (1669) viendrait de serp-volante, serpe étant un mot féminin en ancien français pour désigner un serpent. Le mot serp est d'origine méridionale. En occitan, cerf-volant se dit sèrp-volaira ou sèrp-volanta et désigne bien un serpent-volant. Pierre Augustin Boissière de Sauvages (1710-1795) dans son Dictionnaire languedocien-François donne même deux variantes serf ou serpe pour désigner le serpent.
Le mot est également attesté dans le trésor du Félibrige de Frédéric Mistral sous la forme serp-voulanto ainsi que dans une chanson de Victor Gelu datant de 1841.

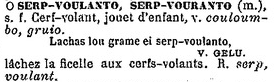
Entrée Serp Voulanto, Trésor du Félibrige

En breton (sarpant-nij), en wallon (dragon) mais aussi dans la plupart des langues d'Europe, on retrouve la même étymologie ou appellation pour le cerf-volant : « dragon » ou « serpent volant ».
Cette appellation peut évoquer les textes et légendes mentionnant des serpents ailés et des dragons volants que l'on retrouve dans la Bible, dans des mythologies de différentes civilisations et dans les légendes en France jusqu'au XVIIIe siècle mais elle se rapporte surtout très directement à la forme des premiers cerfs-volants introduits ou représentés en Europe :
avec leurs têtes féroces et leurs longues queues ils figuraient effectivement des dragons ou serpents volants (voir la première illustration en Europe figurant un cerf-volant dans De Nobilitatibus de Walter de Milemete en 1326, et la première description écrite, dans Bellifortis de Konrad Kyeser en 1405, dans Kites, an Historical survey de Clive Hart, 1967.)
Voici une description amusante due à François de Belleforest (1530-1583), d'un étrange dragon qui survola Paris le 17 février 1579 : « Il estait de merveilleuse grandeur ayant […] environ dix brasses de longueur […] avec quelques pieds et une grosse teste, ou deux, car lorsqu'il se retournait, ce qui estoit souvent, il paraissoit avoir deux testes, ayant une queue fort longue laquelle ondoyoit au vent […] les ailes ayant fort grandes et membraneuses […] Mon opinion n'est autre, sinon que sa peau est partie de la boutique d'un marchend de soye (qui est un léger taffetas) et puis, par quelque bon rieur, artificiellement accommodée en forme de dragon (chose toutefois qui ne se devroit tollérer) et porté au haut de quelque tour, puis envoyé au vent estant tousjours tenu d'un petit cordeau […] par l'artisan ou maistre de telle sottise, est faite pour aguerrir un simple peuple qui ne faut à dire que c'est un dragon comme je l'ai ouy de plusieurs : et perce, j'ai voulu escrire ce petit discours pour les en oster d'avoir. »
Belle-Forest décrit bien là un cerf-volant de tissu en forme de dragon ailé, et on notera la mention de cette « queue fort longue ondoyant au vent », qui nous renvoie encore au serpent volant.
Le mot serp ayant disparu de la langue française, il a été alors transcrit phonétiquement, mais de façon erronée, dans « cerf-volant », les mots sèrp et cerf se prononçant de la même façon.
Cette transcription n'a pas de rapport avec le cerf, le mammifère, même s'il avait une symbolique très forte au Moyen Âge (et a été parfois même représenté ailé, à la manière d'un Pégase).
Elle proviendrait par contre d'un rapprochement avec le nom commun du lucane (insecte coléoptère) appelé « cerf-volant » du fait que les grandes mandibules du mâle ont une forme qui ressemble à celle des bois d'un cerf. On parle ainsi de lucaniste pour un adepte des cerfs-volants et de lucanisme pour l'art de manœuvrer les cerfs-volants.
Quelques dictionnaires étymologiques anciens ont pu ainsi attribuer par erreur l'origine du nom du jouet cerf-volant à cet insecte.
À son tour, le mot a son sens géométrique, pour un type de quadrilatère.

## Histoire
D'anciens textes chinois font remonter l'origine du cerf-volant au IVe siècle av. J.-C. Toutefois ces textes étant très postérieurs à l'époque à laquelle ils font référence, il est impossible de savoir précisément où et quand a été inventé le premier cerf-volant. Il est très probablement l'invention d'un peuple de pêcheurs et navigateurs des îles d'Asie du Sud-Est, des populations expertes en l'art de fabriquer des fils, des voiles et d'utiliser le vent.
Le cerf-volant pouvait avoir des fonctions magiques ou religieuses. En Thaïlande, au XVIIIe siècle, le cerf-volant du roi Narai restait en l'air toutes les nuits au moment du changement de mousson, phénomène associé aux fonctions cosmiques du souverain.

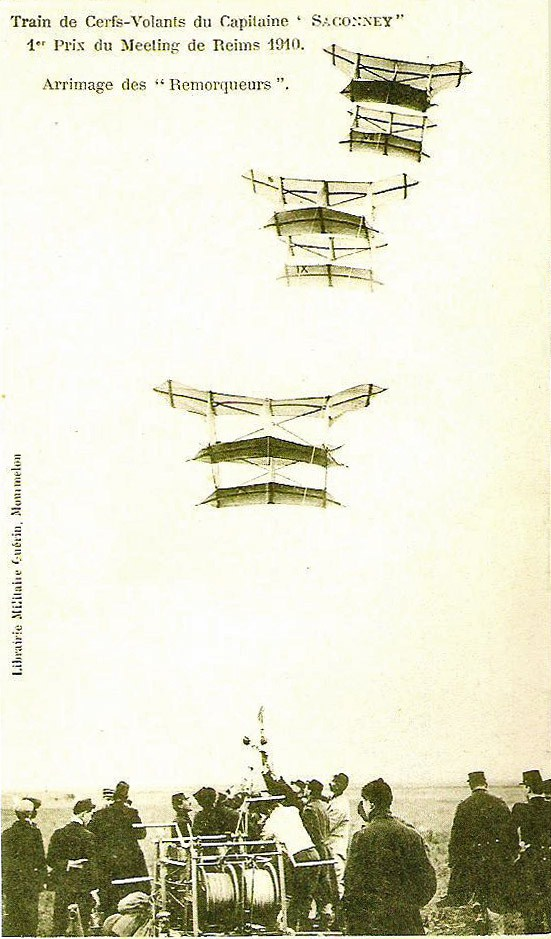
Un cerf-volant Saconney en 1910 lors de la Grande Semaine d’aviation de la Champagne de 1910.

L'introduction du cerf-volant en occident remonte à la fin du XIIe siècle.
À partir du XVIIIe siècle, son utilisation se développa dans les domaines militaires et scientifiques :
- vols humains[4] (surtout aux alentours de la Première Guerre mondiale, pour l'observation des lignes ennemies) ;
- photographie aérienne (photo cervolisme) ;
- météorologie ;
- sauvetage en mer ;
- transmission radio ;
- traction de véhicules et d'embarcations.

En 1848, l'extrémité de la première ficelle utilisée dans la construction de la première passerelle enjambant les gorges en aval des Chutes du Niagara a été passée d'une rive à l'autre à l'aide d'un cerf-volant.
L'expérience de l'Écossais Alexander Wilson réalisée en 1749, utilisant un train cerf-volant comme un outil météorologique pour mesurer les variations de températures à différentes altitudes, est considérée comme la première application scientifique du cerf-volant.
Composés de panneaux verticaux et horizontaux afin de stabiliser le vol, les cerfs-volants en forme de caisse, développés par Lawrence Hargrave tout à la fin du XIXe siècle, ont inspiré les premiers avions. Ses recherches avec les cerfs-volants lui ont permis de découvrir et utiliser l'effet de portance induit par un profil d'aile courbe.
Le premier grand concours de cerfs-volants est organisé lors de l'exposition universelle de 1900, sous l'égide de Léon Teisserenc de Bort, directeur de l'observatoire météorologique de Trappes. Il est divisé en deux catégories :
- appareils dits "simples" capables de se maintenir deux heures en l'air au bout d'un câble de 200 mètres ;
- appareils plus "complexes" capables d'atteindre en une heure de hautes altitudes en emportant des appareils enregistreurs, grâce à un treuil, des câbles spéciaux.

Peu après, les frères Wright ont eux-mêmes développé et testé leur prototype d'avion à aile déformable sous la forme d'un cerf-volant.

## Festivals
En France, le Festival international de cerf-volant de Dieppe a été créé en 1980 et se tient tous les deux ans. L'autre grand rassemblement mondial du cerf-volant est Les rencontres Internationales de Berck, née en 1987.
Dans la plupart des régions, en particulier en bord de mer, de nombreuses associations locales et municipalités organisent aussi des rassemblements de cerfs-volistes. Bray-Dunes, sur la Côte d'Opale accueille ainsi La Ronde des Vents. En région Provence-Alpes-Côte d'Azur, deux autres festivals de cerfs-volants existent maintenant depuis plus de 20 ans : le Festival international de l'air de Fréjus (tous les ans, le 3e week-end d'octobre) et la Fête du Vent de Marseille ayant lieu au mois de septembre. De nouveaux grands festivals, accueillant des compétitions, sont nés sur le littoral Méditerranéen, Narbonne Plage, dernier weekend de Mai, St Cyprien, dernier weekend d'Aout, Portiragnes, second weekend de septembre, Six Fours les plages, Cavalaire sur Mer ...
Sarzeau en Bretagne accueille depuis 2000 les journées du vent de Penvins, généralement le week-end du 14 juillet.
Notre-Dame-de-Monts en Vendée, pour les festivals À tout vent (proche du 14 juillet), et À tout vent d'hivers (date variable)
Il convient de faire une distinction entre les festivals internationaux « à l'occidentale » où des cerfs-volistes invités viennent présenter leurs réalisations et les festivals « traditionnels » comme ceux qui se déroulent chaque année un peu partout en Asie.
Ancrés dans le folklore local et issus de traditions millénaires, ces derniers sont bien plus authentiques, car une grande partie de la population y participe. La plupart sont très spectaculaires et ils attirent des foules immenses.
En Inde, à Ahmedabad, des milliers de petits cerfs-volants de combat prennent leur envol à l'occasion du Makar Sankranti à la mi-janvier.
Au Japon, de nombreuses villes se sont fait une réputation pour leurs festivals : on assiste à de grands tournois comme à Shirone et à Hamamatsu où plus d'une centaine d'équipes s'affrontent, ou à des envols de cerfs-volants géants comme ceux de Showa-Machi et Yōkaichi.
En Indonésie à Bali, le festival est un concours où l'on juge autant les qualités de vol des cerfs-volants que la présentation vestimentaire des équipes.
An Vietnam, à Bá Dương Nội, un village dans le Nord de Hanoi a lieu chaque 15e jour du 3e mois lunaire un festival de cerfs-volants à flutes.
En Thaïlande, à Bangkok, en mars des joutes traditionnelles avec leurs règles précises se tiennent à Sanam Luang en face du palais royal.
Au Canada, plus particulièrement au Québec, a lieu chaque été le festival « le Saint-Honoré dans l’Vent ». Il s'agit d'un festival international de cerfs-volants pour toute la famille qui se déroule sur le site de l’aéroport de Saint-Honoré au mois de juin et qui accueille des cerfs-volistes professionnels et invités internationaux. On peut y observer des cerfs-volants géants, acrobatiques, artistiques, monocordes et des cerfs-volants de puissance (traction) sur une piste de l’aéroport de Saint-Honoré.
Situé à 45 min de Montréal sur le lac gelé des Deux-Montagnes à Saint-Placide, le festival hivernal de cerfs-volants « Festi-Vent sur glace » d'envergure internationale est l'un des plus importants en Amérique du Nord.
Situé à Dieppe au Nouveau-Brunswick, Canada le festival International du cerf-volant a lieu au mois d'août annuellement. Le festival fut lancé en 2001 dans le but d’organiser une activité originale, haute en couleur et de calibre international. Le festival doit une grande partie de son succès à la collaboration de cerfs-volistes de renommée internationale. Leur participation à l’International du cerf-volant à Dieppe en a fait un festival de tout premier ordre et a contribué  à la promotion et au marketing du cerf-volant comme une activité très prisée.

## Records
- Hauteur : plus de 9 741 m (1979)[réf. nécessaire] ;

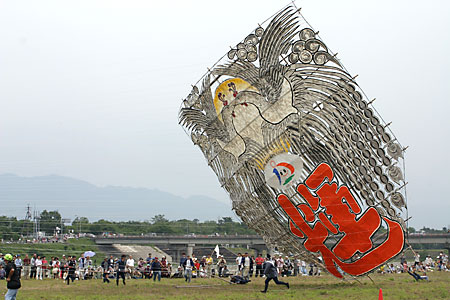
Cerf-volant géant lors du festival de Yōkaichi au Japon.

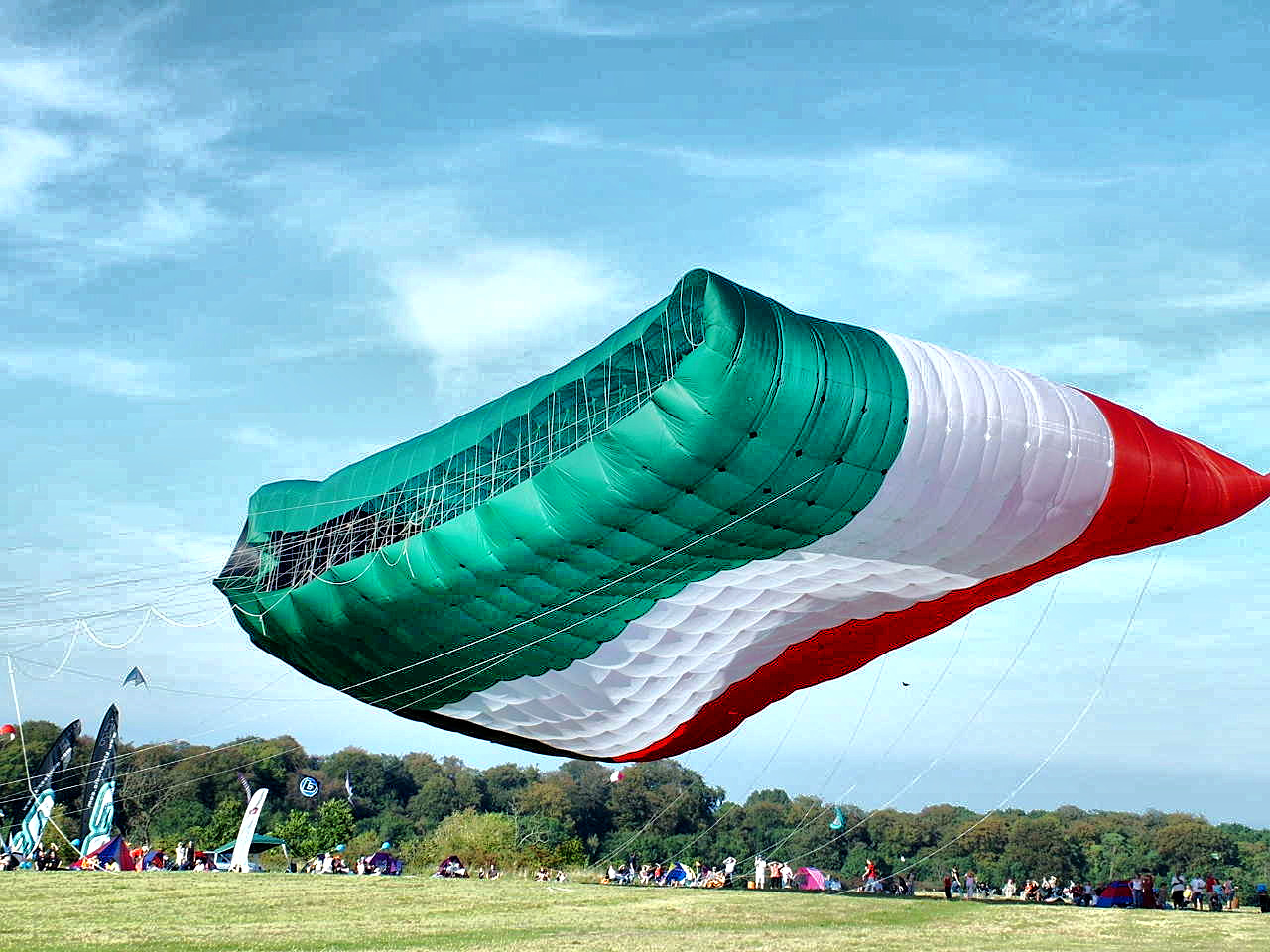
Le drapeau du Koweït : 1050 m2, 2004.

- Nombre de cerfs-volants en train : 11 284 (1990) [réf. nécessaire];
- Longueur : 1 034,45 m (le Craken du Français Michel Trouillet et du club OK Mistral. Cerf-volant de type parafoil, de plus de 2 000 m2, en forme de monstre pourvu d'une queue immense, envol homologué par le Guiness Book le 18 novembre 1990 sur le plateau du Larzac en France)[10],[11];
- Surface : 1 000 m2 (le MegaFlag du néo-zélandais Peter Lynn)[réf. nécessaire] ;
- Durée de vol : 180 heures et 17 minutes[réf. nécessaire] ;
- Vitesse en cerf-volant pilotable : 212 km/h lors de la Coupe d'Europe 2009 de cerf-volant de vitesse d'Étretat. Record établi le 13 septembre par l'Allemand Christian Gebhardt avec un cerf-volant de conception personnelle appelé S-045[réf. nécessaire].
- Vitesse en char à cerf volant : 84 km/h (non homologué : 117 km/h)[réf. nécessaire].
- Composé du plus grand nombre de panneaux : en septembre 1996, un record cerf-volant homologué par huissier a été battu par le cerf-volant club Miztral ; une manche à air composée de 35 039 panneaux multicolores (bouts de tissus) prenait son envol dans le ciel de Dieppe lors du festival international de cerf-volant[réf. nécessaire].
- Fresque volante : réalisée en 1999 par  450 enfants dans un centre de vacances CCAS à Serre Chevalier (France). Un immense tableau volant de 380 m2 conçu par le club OK Mistral animateur de cet atelier créatif hors du commun. Nom de la fresque « 2000 », 220 tableaux de 1,5 m2, traction estimée à 1 500 kg[12].

## Fonctionnement
Le cerf-volant s'élève et tient en l'air grâce aux forces aérodynamiques que le vent exerce sur sa voilure.
Tous les cerfs-volants utilisent le même principe que celui d'une aile d'avion, c'est-à-dire la portance créée par l'écoulement de l'air sur une surface plane ou cambrée. En vol stationnaire, les forces aérodynamiques (portance et traînée), le poids du cerf-volant et la force de tension du fil de retenue s'équilibrent.
Un cerf-volant peut dépasser la verticale sur son élan, mais sa ou ses lignes sont toujours en arrière de la perpendiculaire du vent. Il peut se déplacer beaucoup plus vite que le vent et plus il va vite plus il tire en général.
La voilure est habituellement maintenue oblique par rapport au vent selon un angle précis donné par le bridage, c'est-à-dire par des fils en « V » maintenant l'avant et l'arrière de l'appareil.
Un cerf-volant plat, non pilotable, doit être stabilisé s'il a tendance à s'incliner ou tournoyer lorsque le vent forcit. On peut pour cela :
- lui donner du dièdre, c'est-à-dire un léger angle aux ailes, ou bien le cintrer dans le sens de la largeur (on arque la baguette transversale en tendant un fil entre ses deux extrémités) ; dès que l'appareil s'incline d'un côté, l'aile la plus basse offre une plus grande surface exposée au vent, ce qui tend à ramener l'appareil à sa position d'équilibre ;
- le doter d'une queue, éventuellement lestée à son extrémité ;
- lui ajouter des panneaux verticaux, servant de dérives ;
- placer un élastique ou un ressort sur le fil arrière du bridage : lorsque le vent forcit, ce brin s'allonge, et le cerf-volant est plus à plat.

Les cerfs-volants pilotables fonctionnent comme deux cerfs-volants côte-à-côte. En tirant le fil d'un côté, le cerf-volant se met en virage. Les cerfs-volants pilotables à quatre fils se comportent aussi comme deux cerfs-volants côte-à-côte, mais le pilote peut agir sur l'angle de bridage des deux demi-ailes, ce qui fait qu'une aile peut, par exemple, avancer pendant que l'autre recule, produisant un mouvement de rotation, ou les deux ailes avoir une incidence neutre, permettant le vol stationnaire, ou encore une incidence négative, autorisant la marche arrière.

## Types

### Nombre de lignes
- 1 ligne : cerf-volant monofil statique, pilotable ou combattant ;
- 2 lignes : cerf-volant pilotable, petites ailes à caissons ;
- 3 lignes : cerf-volant pilotable comme un deux lignes avec une barre, la 3e de sécurité ;
- 4 lignes : cerf-volant pilotable à quatre lignes ; ailes à caissons pour la traction terrestre, ailes à boudin pour le kitesurf (parfois une cinquième ligne de sécurité).

### Cerfs-volants monofils
Le principe de base de ce type de cerf-volant c'est qu'il n'a qu'un seul point de retenue au sol, pour le reste, sa forme, son style de vol, ses dimensions, sont au gré de l'imagination et la création des cerf-volistes.
On peut tout de même classer les cerfs-volants monofils selon leurs conceptions :
- les cerfs-volants plats dont le plus simple exemple est le delta ;
- les cerfs-volants à dièdre avec le fameux losange avec lequel tous les enfants ont joué sur la plage ;
- les cerfs-volants maniables de combat, pilotables et très rapides armés de fil coupant afin de se défier en duels ;
- les cerfs-volants cellulaires à l'origine de l'aviation moderne avec de grands personnages comme Samuel Franklin Cody ;
- les cerfs-volants souples ou sans armature de petite taille ou démesurée comme le Megabite de Peter Lynn, longtemps le cerf-volant le plus grand au monde avec 933 m2 de tissu.

### Ailes à caissons ouverts
On rencontre des cerfs-volants sans armature (ou contenant une simple baguette souple à l'avant tel que le modèle CQUAD de Peter Lynn). Inventé dans les années soixante, le parafoil est constitué de deux plans de toile l'un au-dessus de l'autre, réunis par des cloisons qui donnent son profil à l'aile. Ces cloisons délimitent des caissons, qui sont ouverts à l'avant, et qui se gonflent avec la pression du vent et la vitesse relative du cerf-volant, donnant à l'aile sa rigidité.
C'est l'ancêtre des parapentes et parachutes modernes. Ces ailes sont le plus souvent utilisées pour la traction terrestre.
À incidence fixe.

### Ailes à caissons fermés
Les mêmes que celles à caissons ouverts mais avec les caissons fermés pour permettre le redécollage sur l'eau.
À incidence variable.

### Ailes à boudins
Plus récemment sont apparus des cerfs-volants où des boudins gonflables servent d'armature. Généralement en forme d'arche, ces ailes sont le plus souvent utilisées en kitesurf pour leur capacité à redécoller de l'eau.
À incidence variable.

### Plan

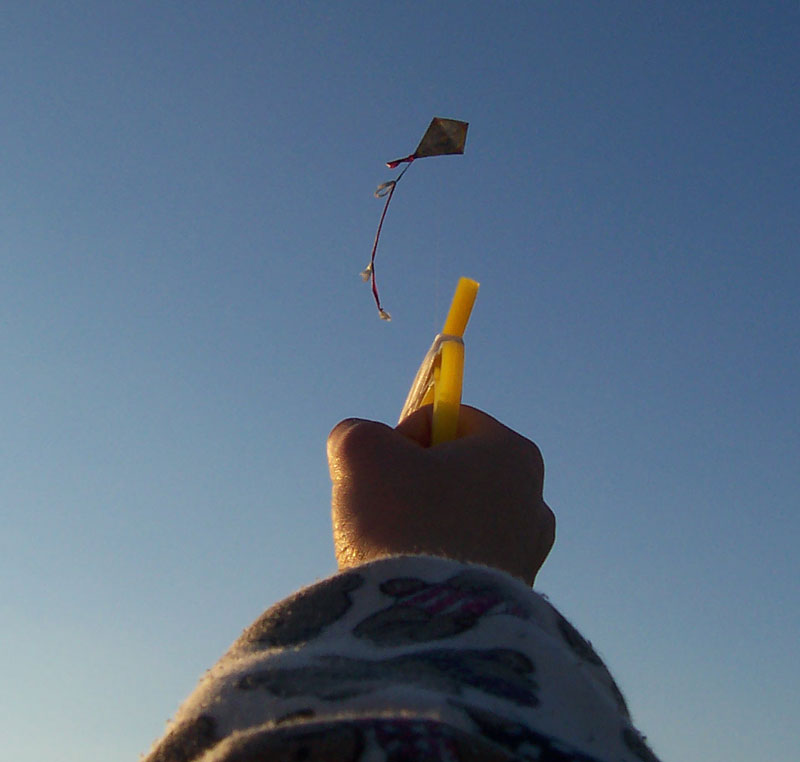
Cerf-volant losangique.

Les cerfs-volants les plus simples sont constitués d'un simple plan de toile, tendu sur un croisillon de baguettes.
On peut citer le classique cerf-volant losangique, le Eddy (le précédent, légèrement modifié pour voler sans queue), ou le Rokkaku japonais hexagonal, servant aux combats.
Il existe aussi les cerfs-volants caisses, composés d'un nombre variable de cellules, avec des plans de toile porteurs, verticaux, et d'autres stabilisateurs, horizontaux. (Cody, Saconney, Météo, etc).
Une mention à part pour le Sled (luge), qui peut être fabriqué en quelques minutes par un enfant avec des matériaux simples, comme deux roseaux collés à l'adhésif sur un sac en plastique correctement découpé.
Le cerf-volant en delta, dérivé de l'aile Rogallo, utilisée pour le deltaplane et les ULM.

## Matériaux

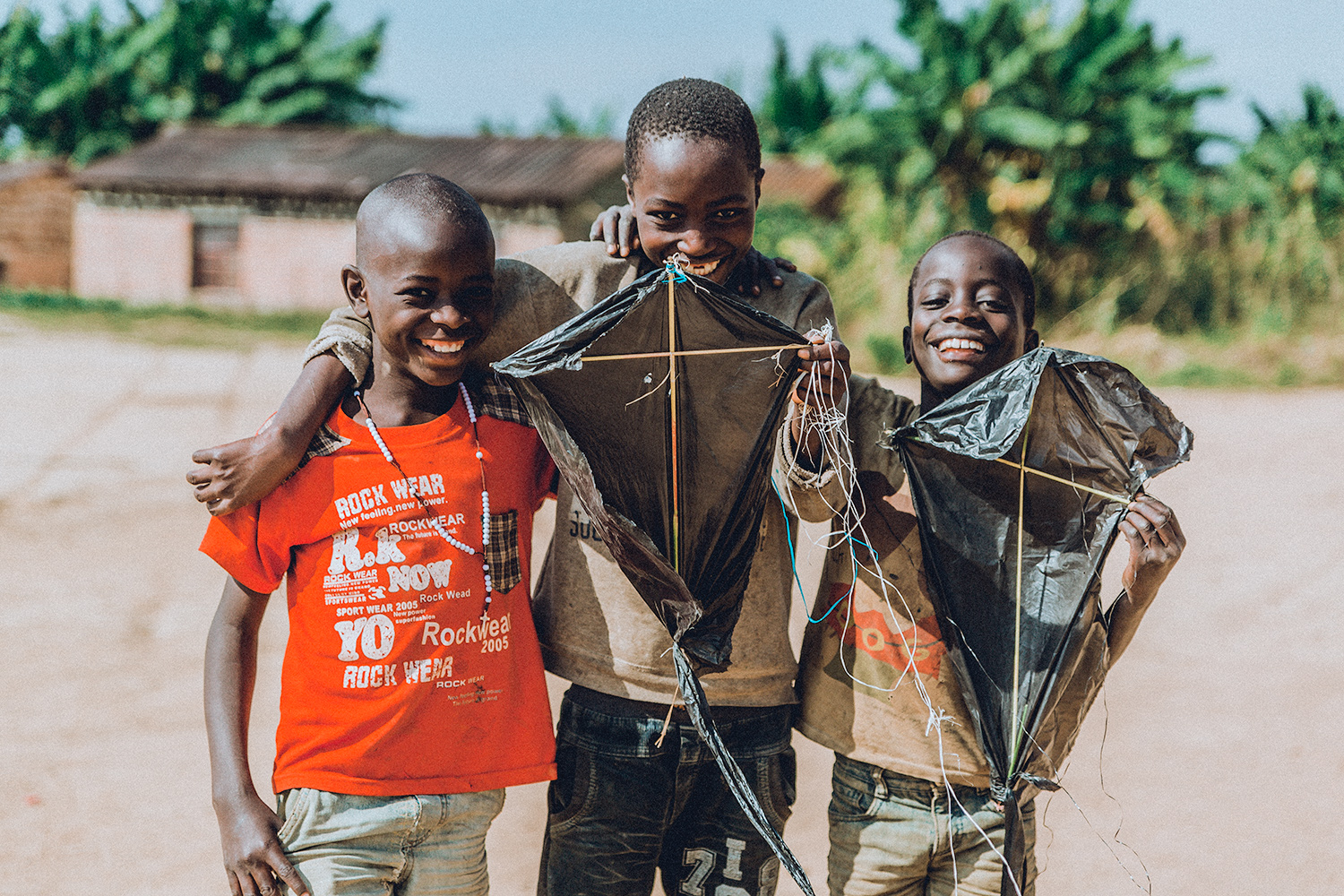
Cerfs-volants en sacs plastiques confectionnés par des enfants du Burundi.

Traditionnellement, le cerf-volant est composé d'une armature de bois, de canne ou de bambou (entier ou refendu) sur laquelle est tendue une voilure de papier ou de tissu léger.
Encore de nos jours en Asie, dans le Pacifique ou aux Antilles, on fabrique des cerfs-volants avec des feuilles d'arbres ou de fougères épiphytes.
Les cerfs-volants modernes privilégient les matériaux composites, baguettes en fibre de verre (souple) ou de carbone (rigide), toile de spi en nylon enduit de polyuréthane.
Les lignes de retenue doivent être solides et légères, et, dans le cas des cerfs-volants pilotables, inextensibles et glissantes. Dans ce cas, les fines drisses de polyéthylène donnent les meilleurs résultats. On trouve aussi des lignes de polyamide ou de polyester sur les cerfs-volants bas ou entrée de gamme.

## Pilotage
Dans le cas le plus classique, le cerf-volant est retenu par un pilote immobile au moyen d'un ou plusieurs fils.
Le pilote se tient dos au vent, et le cerf-volant est susceptible d'évoluer dans un quart de sphère situé dans l'axe du vent (on appelle cette zone la fenêtre de vol). Plus le cerf-volant est situé dans l'axe du vent, plus la traction sur le fil et la vitesse seront grandes. C’est-à-dire que la zone où la voile tire le moins est un demi cercle partant de la gauche du pilote à sa droite, et passant au-dessus de lui, au zénith. La zone où la traction est maximum se situe en face du pilote, au ras du sol. La traction augmente ou diminue suivant la position du cerf-volant entre ces deux zones extrêmes.
Lorsque la longueur de fil déroulée est courte, la vitesse angulaire du cerf-volant par rapport au pilote est très importante, rendant l'appareil impossible à stabiliser. Beaucoup de débutants font l'erreur de vouloir décoller un cerf-volant avec un fil insuffisamment déroulé. Plusieurs dizaines de mètres sont une bonne base.
Le décollage se fait dos au vent, en déroulant du fil, et en plaçant le cerf-volant contre un obstacle naturel, ou en le faisant tenir par un assistant, ou encore en fixant au sol la ou les poignées de pilotage, en tendant le ou les fils, et en posant le cerf-volant en « incidence négative », afin qu'il ne décolle pas tout seul.
Une fois ces préparatifs faits, il suffit au pilote d'exercer une traction sur le fil tout en reculant de quelques pas pour que l'engin s'élève.
Beaucoup de débutants pensent que le fait de tirer sur le fil fait monter le cerf-volant, alors que le seul effet est de l'accélérer. Si, de plus, le cerf-volant est orienté vers le bas, une traction supplémentaire ne fait qu'entrainer une chute et un impact violent au sol. Inversement, le relâchement du fil fait diminuer sa vitesse.
Dans tous les cas, lorsqu'un cerf-volant se précipite vers la terre, au risque de se casser, il faut donner du mou à la ligne, voire carrément la lâcher : le cerf-volant tombera alors mollement au sol sans dommage.

### Cerfs-volants pilotables
Les cerfs-volants pilotables obéissent aux mêmes lois.
Dans le cas du cerf-volant à deux fils, s'ajoute la possibilité que le pilote a de faire tourner son appareil en sens horaire (traction sur le fil de droite) ou anti-horaire (traction sur le fil de gauche). L'absence de traction différentielle permet de faire aller l'engin en ligne droite. La difficulté, pour les débutants, est d'arriver à raisonner par rapport au cerf-volant, et non par rapport à eux-mêmes, lorsque le cerf-volant plonge vers la terre. En effet, dans ce cas, les commandes semblent inversées, et cela demande un certain temps d'adaptation.
Dans le cas du cerf-volant à quatre lignes, le principal travail se fait au niveau de l'inclinaison des poignets : en inclinant le poignet gauche vers le bas, on met l'aile gauche en incidence négative, ce qui la fait reculer, et donc entraîne une rotation sur place en sens anti-horaire. En mettant les deux mains en incidence négative, le cerf-volant recule. En jouant finement sur le réglage d'incidence, le cerf-volant peut faire du vol stationnaire dans n'importe quelle position, à n'importe quel endroit de la fenêtre de vol. Le vol du cerf-volant à quatre lignes fait penser, par sa souplesse, à celui de l'hélicoptère.
C'est le seul engin à permettre des déplacements dans n'importe quel sens (marche avant, arrière, en biais) et à offrir la capacité d'être stoppé avec une netteté surprenante, même à quelques centimètres du sol.
Le premier cerf-volant quatre fils pilotable commercial fut le « rev1 » de Revolution kite.

### Cerfs-volants tractés
Dans certains cas, le cerf-volant est tracté par un engin mobile (voiture, bateau, etc.), et ne dépend plus du vent pour obtenir son vent relatif. C'est le principe du parachute ascensionnel.
Il est aussi possible de piloter un cerf-volant en l'absence de vent et sans moteur : il suffit de disposer d'un appareil très léger, et de produire le vent relatif en reculant à la bonne vitesse.

## Disciplines

### Cerf-volant acrobatique

#### Freestyle
Cette discipline est une discipline exigeante physiquement, la plupart des figures demandant une certaine dévente. Il n'est pas rare d'être obligé de courir et/ou d'avoir des gestes très rapides et coordonnées. La plupart du temps le geste consiste en un « fouetté » de lignes où les mains partent rapidement en arrière et reviennent immédiatement à leur position originelle le tout en avançant ou reculant. C'est, par exemple, le cas d'une figure de base appelée la « tortue » :
La réalisation de cette figure requiert une dévente totale du cerf-volant afin de le mettre sur le dos. Pour ce faire, le pilote commence généralement par ramener ses deux mains derrière lui en tirant de manière égale sur les lignes. Cette phase est suivie d'un petit coup sec permettant de déventer le cerf-volant. Il ne reste alors qu'à donner du mou en "lâchant" complètement les deux lignes en projetant les deux bras vers l'avant.
De nombreuses figures portent un nom anglais ayant parfois une ou plusieurs équivalences en français. On citera en particulier :
- la Tortue (ou Turtle) qui est un passage sur le dos, nez au loin ;
- l'Axel, qui consiste en une rotation d'un tour complet à plat sur le ventre ;
- le Fade, qui met le cerf-volant sur le dos, le nez face au pilote ;
- le Backspin, qui est une rotation autour de la barre centrale (appelée spine), le nez vers le pilote. Plus, simplement, c'est un tonneau.
- le Lazy Susan, qui est une rotation à plat sur le dos. Elle commence le cerf-volant sur le dos, nez au loin (=Tortue+rotation) ;
- le Snap Stall, qui est un stop (le cerf-volant s'arrête) ;
- le Multilazy, qui est une succession de Lazy Susan ;
- le Yoyo, qui consiste à enrouler les lignes autour des bords d'attaque du cerf-volant, puis à dérouler ces mêmes lignes. De nombreuses figures enchaînées sont possibles à partir de cette figure ;
- le Lewis ; (Tessa-Gambassi Roger)
- le 540 Flat-Spin ;
- le Pancake (ou Tortue) ;
- le Rolling ;
- le Taz Machine (Tessa-Gambassi Roger) ;
- le Leading Edge Launch, décollage en faisant glisser un bord d'attaque du cerf-volant au sol avant de décoller ;
- la Comete ;
- la Torpille ;
- l'Ours des prairies, qui est une combinaison de Backspin et de Lazy Susan enchaînés ;
- le Wap-Doo-Wap (Pascal Lsurger)
- le Krazycopter (Pascal Lsurger).

#### Précision
Cette discipline consiste en la réalisation de figures codifiées. Elle se pratique seul ou à plusieurs. Les principaux critères de notation sont la précision de la réalisation de la figure dans la « fenêtre » ainsi que la netteté de l'ensemble. Contrairement à un vol classique, la pratique de la précision nécessite de relâcher les « lignes » plutôt que de tirer dessus.
On peut citer quelques modèles de cerfs-volants particulièrement adaptés à cette pratique :
- l'Avatar (l'Atelier Kites)
- la Machine (par Yasu Numata)
- le Nirvana / NSE (R-Sky) ;
- le Slash (Atelier Kites) ;
- le Krystal (R-Sky) ;
- le Masque (Atelier Kites) ;
- le Phénix (Drôle d'Oiseau) ;
- le Moa (Drôle d'Oiseau) ;
- le Canard (Drôle d'Oiseau) ;
- le North Shore (Top Of The Lines kites) ;
- le BlackBird 1 (The BlackBird Company) ;
- le Fury (Carl Robertshaw) ;
- le Rialto (Cavalier du Ciel);
- le Phantom (Benson kite) ;

#### Ballet
Le ballet est une discipline similaire au ballet en patinage artistique qui peut se pratiquer soit en individuel soit en paire ou équipe (au moins trois membres). Le ballet consiste en l'interprétation d'un morceau musical selon une chorégraphie pouvant incorporer tous types de figures. Sans musique, cela n'est pas un ballet.

#### Vitesse
Une discipline peu connue mais très spectaculaire. Elle consiste à faire passer son cerf-volant le plus vite possible sur une distance donnée. Cette vitesse est mesurée soit par un radar, soit par des systèmes plus artisanaux, comme celui utilisé à Dieppe en 2005 dont le principe est assez simple : une « mire » de 10 mètres de large matérialisée par deux poteaux verticaux de 5 mètres de haut environ, une webcam filmant à 60 images par seconde cadrée sur cette mire, les pilotes se trouvant à une distance de 35 mètres de cette mire et doivent effectuer trois passages filmés devant cette mire. Le logiciel associé permet de mesurer précisément le temps mis pour parcourir ces 10 mètres, on obtient ainsi la vitesse.
L'Open de vitesse organisé à Dieppe en 2005 a vu des vitesses de plus de 120 km/h obtenues avec un vent de 18 km/h. Ce record a depuis été battu avec une vitesse de 163 km/h enregistrée le 4 mai 2008 dans le cadre du 1er Championnat d'Allemagne de cerf-volant de vitesse à Dornumersiel. Pilote : Mark Rauch. Vent 3-4 Beaufort. Modèle : Armageddon (construction personnelle).
Deux compétitions ont eu lieu en Europe en 2009 à Münsterappel (2e Championnat d'Allemagne de cerf-volant de vitesse) les 25 et 26 avril et à Étretat-Bénouville (Coupe d'Europe) les 12 et 13 septembre.
Lors de la Coupe d'Europe, un nouveau record du monde a été établi le 13 septembre. Une vitesse de 212 km/h a été atteinte par l'Allemand Christian Gebhardt avec un engin appelé S-045 qu'il a conçu et fabriqué. Vent force 6 avec rafales à 7-8 tout au long de l'épreuve.
Le troisième championnat d'Allemagne a eu lieu les 9 et 10 octobre 2010 à Dornumersiel en mer du Nord. 26 pilotes d'Allemagne, de France, d'Autriche et du Liechtenstein ont participé à cette épreuve. Laurent Morale (France) a remporté la compétition aux commandes d'un prototype Typhon Mylar de Long Duong avec une vitesse de 179 km/h. Le vent était de force 4 Beaufort lors de cette mesure.
Un quatrième championnat d'Allemagne a été organisé toujours à Dornumersiel les 14 et 15 avril 2012. Victoire en classe 1 (1 seul cerf-volant d'envergure comprise entre 100 cm et 250 cm) devant 28 concurrents de Michel Rohé (France) aux commandes d'un Tigre II Mylar [TS] de Long Duong. Première place aux deux classements : vitesse maximum enregistrée 189 km/h et vitesse moyenne des 10 meilleurs passages (Best Of Ten) : 176,8 km/h.

#### Cerf-volant en salle
Pratiquée en intérieur avec des cerfs-volants généralement très légers, (nowind ou sul), cette discipline utilise le vent relatif créé par le déplacement du pilote afin de maintenir le cerf-volant en vol. l'absence de vent permet au cerf volant de faire des 360° horizontaux et des 180° verticaux en passant au-dessus de la tête du pilote. Les lignes font en France précisément 5,5 m alors qu'aux États-Unis elles sont plus souvent de 3 m. Les 5,5 m choisis en France permettent de conserver un vol proche du vol en extérieur, permettant au cerf volant de tourner sur lui-même sur plusieurs tours.
Cette discipline s’apparente au freestyle et de nombreuses figures sont aussi pratiquées en extérieur.
Il existe un championnat de France où femmes, hommes et enfants peuvent s’affronter pour des figures imposées et un ballet. Ils sont classés par niveau et chacun est soit novice, soit intermédiaire, soit expert. Le cerf-volant en salle est pratiqué dans de nombreux pays. Sa pratique nécessite un gymnase ou un espace d'environ 6 mètres de haut suffisamment hermétique pour n'avoir aucun courant d'air nuisible à la qualité du vol. En général seulement trois à quatre pilotes peuvent voler en même temps dans un gymnase. Beaucoup de clubs souhaiteraient pratiquer en salle régulièrement ou occasionnellement, mais il est très difficile d'obtenir des espaces pour ce sport que beaucoup imaginent d’extérieur et de loisir. Cette discipline se caractérise par son potentiel artistique.

### Cerf volant de traction ou aile de traction

#### Aile unique
- saut ou jump ;
- barefoot, glissades « pieds nus ».

#### Engins terrestres tractés par une aile
- char à cerf volant, kite buggy généralement composé d'un châssis en inox allant de 1.50 de long * 0.90 de large a 3,5 m de long a 2,5 m de large avec trois roues dont une directrice à l'avant, contrôlées par les pieds, le pilote est en position assise ou allongée, et peut atteindre des vitesses de l'ordre de 100 km/h (record officieux a 132 km/h);
- kitebike : char à cerf volant à deux roues, une à l'avant, une à l'arrière, très instable, discipline maîtrisée par seulement quelques pilotes ;
- mountainboard, genre de skateboard tout terrain, permet un certain nombre de figures de saut issues du kitesurf ;
- roller tracté, roller standard pour la route ou tout terrain pour les pelouses ou la plage.
- Snowkite, dérivé du kitesurf se pratiquant en montagne, une planche de snowboard à la place de le planche de surf.

#### Cerf-volant de traction nautique

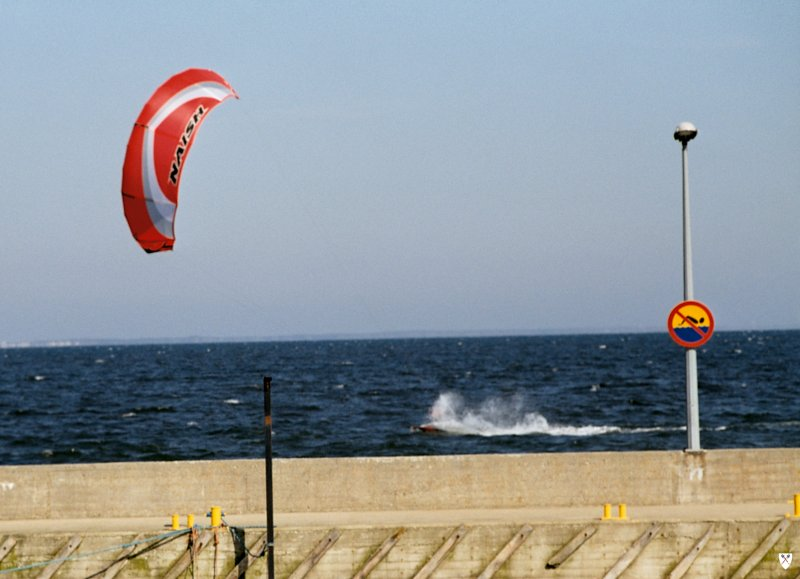
Kitesurf.

- le kitesurf, une planche (de surf à l'origine, plus petite et plus adaptée maintenant) tractée par un cerf-volant (généralement à structure gonflable), attire de nombreux adeptes des sports de glisse ;
- le kiteboat, bateau tracté par un cerf volant, discipline plutôt expérimentale. La première navigation (traversée de la Manche) a été effectuée par Samuel Cody en 1903. Plus récemment, en 1980, c'est Arnaud de Rosnay qui a utilisé le cerf-volant pour tracter son embarcation de nuit lors d'une navigation en planche à voile dans le Pacifique. En 1995, c'est la première traversée de l'océan Atlantique par N. van de Kerchove ;
- le cerf-volant de secours : en avril 2009, Christophe Lemur abandonne à la suite d'une avarie de safran dans la course transatlantique à la rame (Bouvet Rames Guyane). Il utilise un cerf-volant de 2,2 m2 pour parcourir les 1 500 milles restant en 20 jours. Avec notamment un vol continu de 375 heures (15 jours et 15 heures)[15] ;
- traction de navires de commerce :
  - la voile de traction SkySails est un projet expérimental. C'est une voile de traction prévue pour un navire cargo afin de permettre des économies de combustible pouvant aller jusqu'à 20 % en moyenne. Cette voile a été installée en 2006 sur le navire cargo Beluga SkySails.
  - la société Airseas de Nantes (reprise par le japonais K Line début 2024[16]) effectue à partir de décembre 2021 des essais avec une voile de traction de 500 m2 sur le roulier Ville de Bordeaux lors de ses  traversées transatlantiques[17]. Le dispositif est retiré du navire en septembre 2023[18].

### Aérophotographie

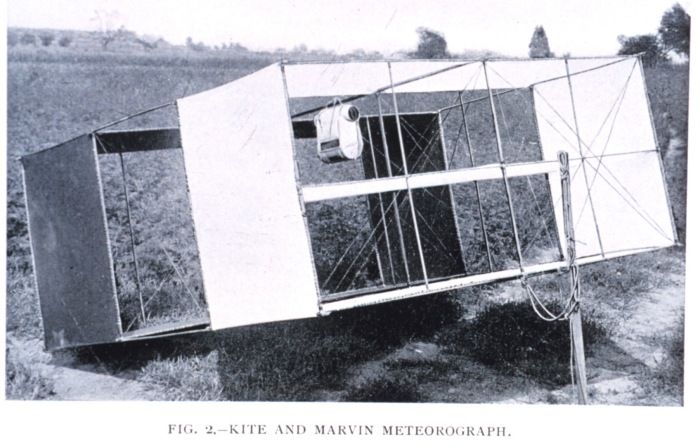
Cerf-volant météo.

L'aérophotographie par cerf-volant a été initiée par le photographe français Arthur Batut en 1888, inspiré par la photographie par ballon captif de Nadar.
Le cerf-volant peut en effet servir de moyen économique pour réaliser des photographies aériennes. Le Rokkaku (« hexagone » en japonais) est un cerf-volant particulièrement adapté à cette discipline, car il est à la fois très stable et très bon porteur.

## Répartition géographique

### Moyen-Orient
Utilisation massive du cerf-volant en papier de petite taille, muni d'un fil enduit de poudre de verre pour le rendre coupant, en Inde, au Pakistan, où il est officiellement interdit par sécurité (la plupart des adeptes de ces combats aériens y utilisent du fil d'acier qui coupe les lignes électriques), ou en Afghanistan (où il avait été interdit par les Talibans pour des motifs religieux).
Le but du jeu est de voler à plusieurs, chacun essayant de couper le fil du cerf-volant des autres concurrents grâce à son propre fil coupant. Cette discipline est appelée « combat de cerfs-volants ».

### Extrême-Orient

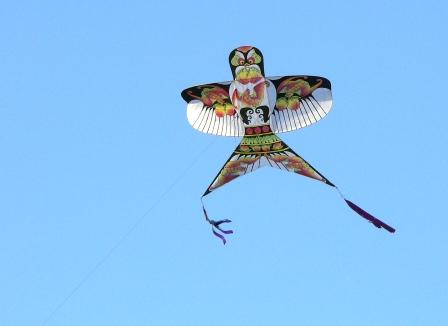
Cerf-volant chinois figuratif.

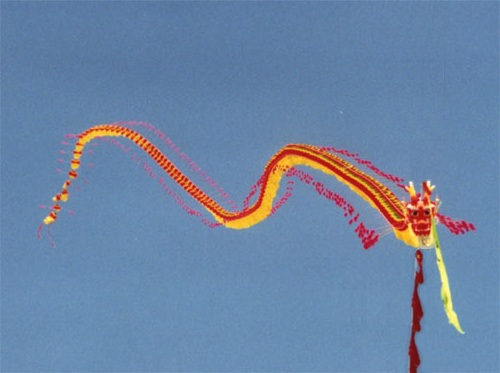
Dragon chinois.

- Chine : Cerfs-volants figuratifs somptueux. Dragons au corps composés d'un nombre impressionnant de disques montés en train.
- Thaïlande : À Bangkok, tournois entre cerfs-volants « mâles » et les « femelles ». Les femelles sont pourvues d'une longue queue et tentent d'attirer le mâle dans leur terrain
- Japon : Nombreux festivals, très anciens, avec envols de cerfs-volants géants (plusieurs centaines de mètres carrés) ou des combats de cerfs-volants (divers types et tailles selon les localités)
- Indonésie : Combats de cerfs-volants à fil coupant, envols massifs de cerfs-volants géants au festival de Bali
- Malaisie : Concours de cerfs-volants traditionnels, où l'on juge la beauté du décor et les qualités de vol.

### Amérique centrale et du Sud
Vol de cerfs-volants géants lors de la fête des morts au Guatemala.
Combats de grands volantins, cerfs-volants avec fil coupant au Brésil et au Chili. Au Chili, le combat avec du fil coupant ou hilo curado est interdit, car très dangereux.

### Europe

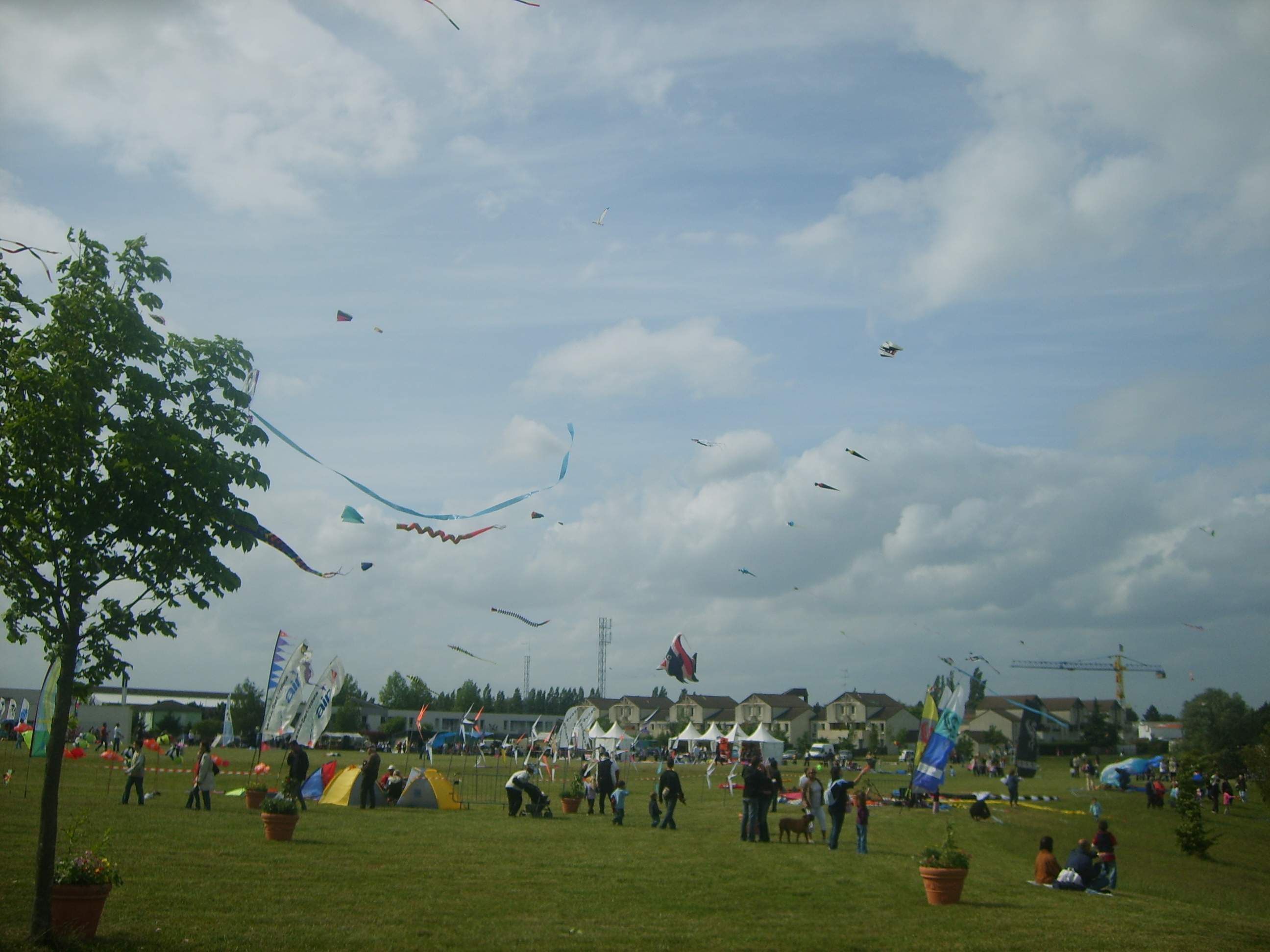
Festival du 12 mai 2007 à Brie-Comte-Robert.

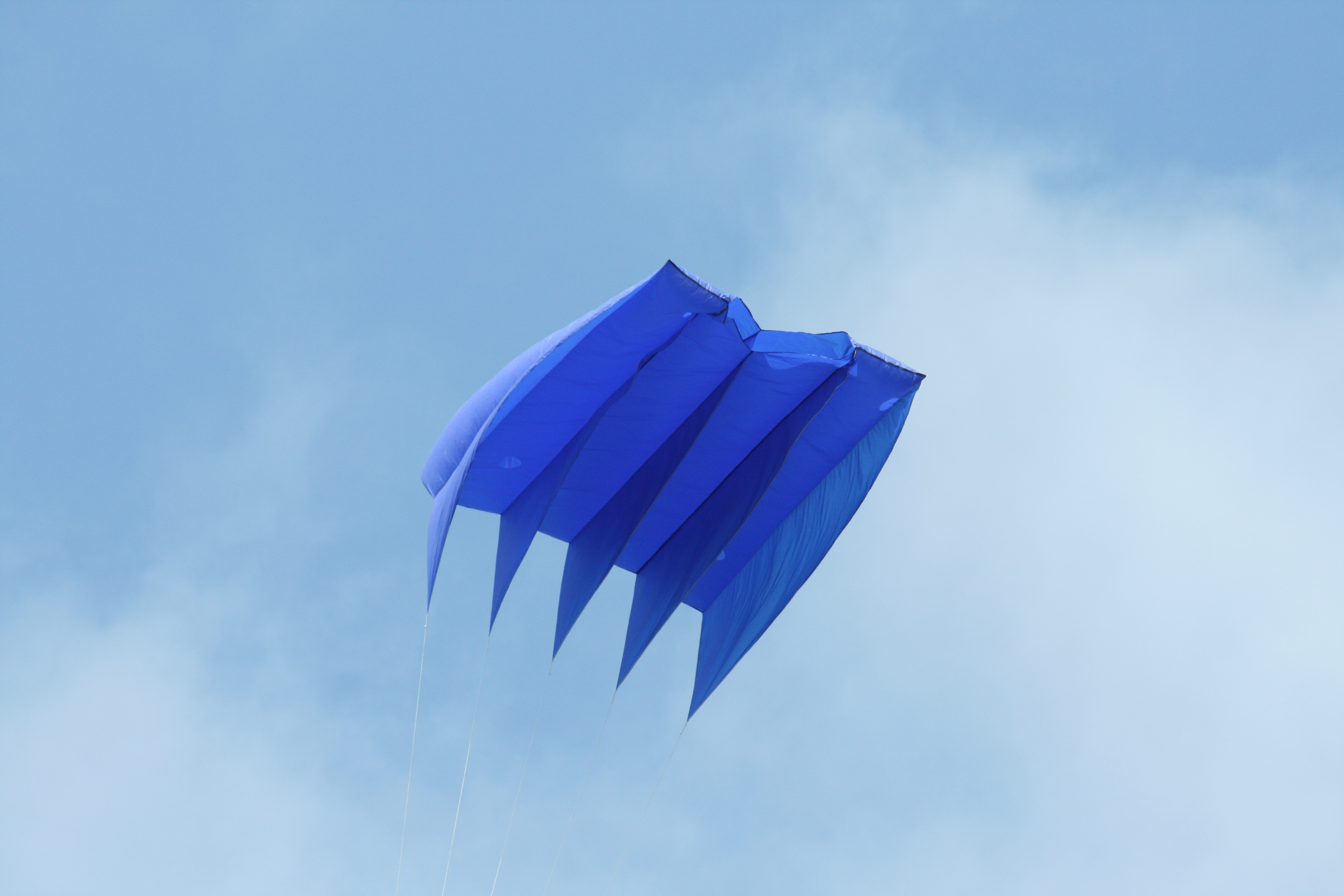
Les internationales du cerf-volant le 6 mai 2012 à Brie-Comte-Robert.

Les cerfs-volants sont très populaires en Grèce le Lundi des Cendres, sept semaines avant Pâques (Καθαρά Δευτέρα - Ash Monday).
À Brie-Comte-Robert, de 1995 à 2014, des démonstrations en vol de cerfs-volants, évoluant au rythme d'une musique, des ateliers de fabrication pour les enfants. Sans oublier la présentation d'œuvres d'art utilisant le vent : Installations scénographiques d'éoliennes, des pièges à vent, colonnes flottantes, un jardin du vent.

## Spots de cerf-volant
On appelle « spot » de cerf-volant les endroits qui se prêtent bien à la pratique du cerf-volant. Il y a bien évidemment les plages mais aussi les prairies et champs bien situés pour accueillir le vent.

## Réglementation aérienne
- Sur le territoire français, (sauf zones interdites aux vols) l'ascension du cerf-volant s'effectue librement en dessous d'une hauteur de 50 mètres. Pour une hauteur comprise entre 50 et 150 mètres une autorisation spécifique peut être accordée par le directeur de l'aviation civile, (plusieurs câbles de retenue du cerf-volant peuvent être demandés).
- Au-delà de 150 mètres, l'ascension du cerf-volant fait l'objet d'un plan de vol. Le cerf-volant fait partie des aéronefs civils qui ne transportent aucune personne à bord[19] avec des feux règlementaires des aéronefs. Les aéronefs captifs et leur câble de retenue doivent porter des feux correspondant au balisage d’un obstacle artificiel de même hauteur[20].

## Variante sous-marine
Cette section est promotionnelle ou publicitaire (novembre 2020). Considérez son contenu avec précaution et/ou discutez-en.
Le Cerf-volant hydrolien décline le principe du cerf-volant au milieu sous-marin. C'est alors le courant marin qui maintient le cerf-volant fixé par un câble au fond,. Une turbine produisant de l'électricité le transforme en un modèle d'hydroliennes.
Un prototype (nommé Deep Green), de trois mètres de large, conçu pour indéfiniment se déplacer en suivant une trajectoire en forme de huit à environ 20 m sous la surface est en cours de test[Quand ?] en Irlande (à Strangford Lough face à l'Ulster) par Minesto (spin-off suédoise du constructeur aéronautique Saab). Ce mouvement accélère la vitesse du courant relatif et la rotation de la partie mobile de l'hydrolienne qu peut tourner à une vitesse de 3 à 5 ou 6 fois plus rapide que celle du courant marin. Les premiers modèles industriels devraient avoir une envergure de 8 à 14 mètres, et peser 2 à 11 tonnes selon les versions ; leurs promoteurs espèrent une puissances de 120 à 850 kW (pour des courants de 1,2 à 2,2 m/s) et estiment que leur impact sur la faune marine devrait être faible. Leur fixation sera plus aisée en profondeur (-90 à −120 m), avec une maintenance plus facile que celle de beaucoup d'hydroliennes.
Selon le constructeur, une centaine de modèles DG-10 (petit modèle) produiraient de quoi alimenter 10 000 foyers en électricité et une ferme de 200 DG-12 alimenterait plus de 140 000 habitants (la moitié de Belfast) alors que 200 DG-14 (gros modèle) pourrait presque fournir le tiers des besoins électriques de Malte (408 000 habitants).
Des essais sont prévus en 2022 en France sur le site d'essais hydrolien de Paimpol-Bréhat,.

## Usage militaire
L'utilisation de cerfs-volants comme vecteurs d'engins incendiaires était déjà connu en Chine sous la dynastie Song. En 2018, durant la Marche du retour organisée à Gaza pour revendiquer le droit au retour des réfugiés palestiniens, des manifestants gazaouis lancent des cerfs-volants portant des engins incendiaires au-dessus de la barrière frontalière séparant Gaza du territoire israélien afin de causer des dégâts aux biens du côté israélien. Des centaines d'hectares de champs agricoles, de forêts et de réserves naturelles sont ravagés.

## Usage scientifique
Un cerf-volant a été utilisé par Benjamin Franklin pour déterminer la nature de la foudre. L'expérience consistait à faire voler un cerf-volant un jour d'orage pour qu'il soit foudroyé. Cette expérience a permis de connaître la nature de la foudre ainsi que l'invention du paratonnerre.

#### Livres spécialisés
- Jean-Philippe Ritter, Construire et s'amuser avec son cerf-volant. SAEP Société alsacienne d'expansion photographique, Ingersheim 2004  (ISBN 2737230713).
- Gianluigi Spini, Le grand livre du cerf-volant. de Vecchi, Paris 2003  (ISBN 2732868094).
- Gérard Clément, Cerf-volant pratique. Pilotable ou monofil. Italiques, Paris 1996  (ISBN 2910536076).